# 가메아리역

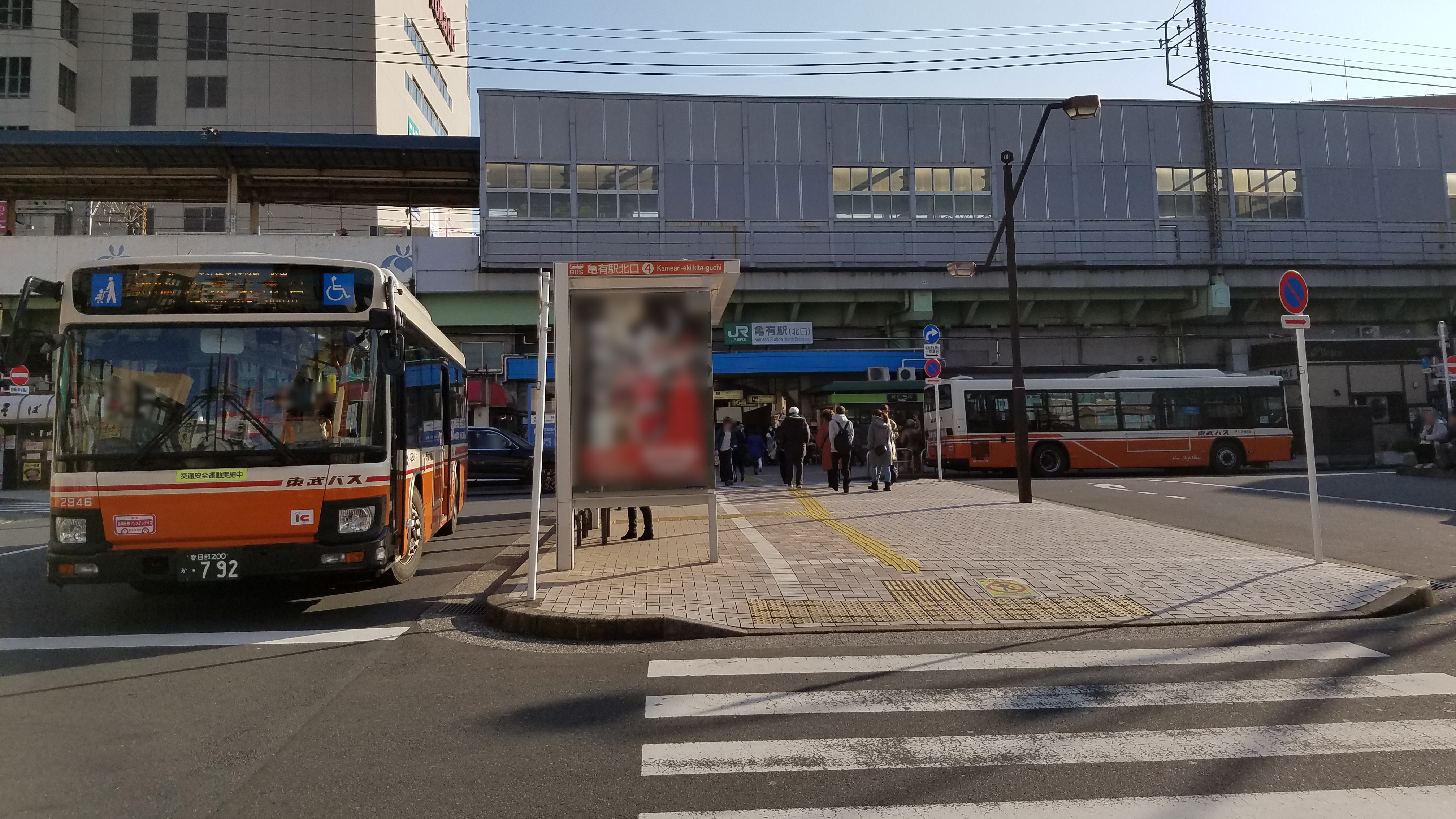
북쪽 출구(2017년 1월 4일)

가메아리역(일본어: 亀有駅)은 일본 도쿄도 가쓰시카구에 있는 동일본 여객철도의 철도역이다.

## 역 구조
섬식 승강장 1면 2선 형태의 고가역이다. 조반 쾌속선 닛포리·우에노 방면 열차는 기타센주역에서 별도로 환승해야 한다.

### 승강장
| 1 | ■ 조반 완행선 | 마쓰도 · 아비코 방면                      |
| 2 | ■ 조반 완행선 | 기타센주 · 요요기우에하라 · 가라키다 방면 |

## 역세권 정보
- 가메아리 공원
- 가메아리카토리 신사
- 도쿄 도 하수도국 나카가와 강 재생 센터
- 도쿄 도도 제318호선

## 승차량 변동
| 연도   | 승차량 (명) |
| ------ | ----------- |
| 1992년 | 38,918      |
| 1993년 | 38,836      |
| 1994년 | 38,370      |
| 1995년 | 38,066      |
| 1996년 | 39,330      |
| 1997년 | 38,445      |
| 1998년 | 38,189      |
| 1999년 | 38,011      |
| 2000년 | 37,279      |
| 2001년 | 37,185      |
| 2002년 | 36,536      |
| 2003년 | 36,152      |
| 2004년 | 36,133      |
| 2005년 | 36,521      |
| 2006년 | 38,615      |
| 2007년 | 39,753      |
| 2008년 | 39,650      |
| 2009년 | 39,343      |

## 픽션

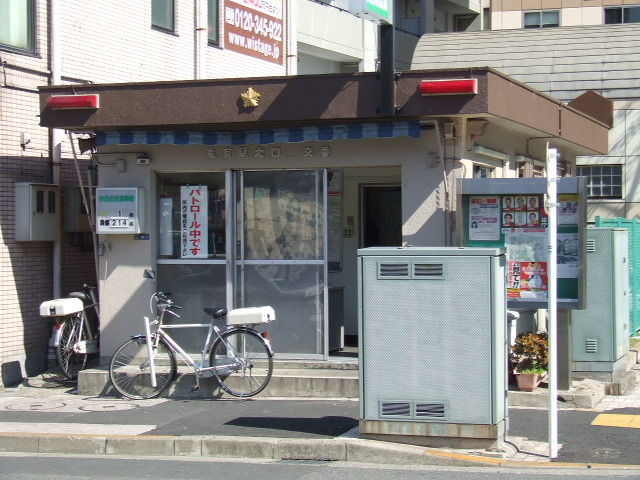
가메아리 공원 앞 파출소의 외관과 비슷한 것으로 알려진 가메아리 역 북쪽 출구 파출소

가메아리는 집영사 《주간 소년 점프》지에서 연재 중인 아키모토 오사무(가메아리 출신)의 만화 《여기는 잘나가는 파출소》(일본어: こちら葛飾区亀有公園前派出所 고치라카츠시카쿠카메아리코엔마에하슈츠쇼[*])로 유명하다. 실제로 가메아리 공원 앞에는 파출소가 존재하지 않지만, 역 북쪽 출구 근처에 만화에 등장하는 것과 닮은 파출소가 있어, 매닌 다수의 수학여행객이 사진을 촬영하기 위해 방문한다. 또한 이 파출소가 만화의 파출소를 모델로 했다는 설도 있었지만, 작가는 "당시에는 역 북쪽 출구에 파출소가 있었는 줄 몰랐다", "당시의 표준적인 파출소 형태를 생각하며 그렸다"고 밝히며, 가메아리 역 북쪽 출구의 파출소를 따라그렸다는 것은 부정했다. 가메아리 북쪽 출구 파출소는 1997년 효율성을 위해 남쪽 출구의 파출소와 통합하고자 했으나, 지역 주민들의 반대로 유지하기로 했다.
2006년 2월 북쪽 출구에 《여기는 잘나가는 파출소》의 주인공 료츠 칸키치(통칭 료 씨)의 동상이 세워졌고, 같은 해 11월에는 남쪽 출구에도 세워졌다.

## 역사
- 1897년 5월 17일 - 일본 철도의 역으로서 개업.
- 1906년 11월 1일 - 일본 철도의 국유화에 따라 국유철도의 소속이 되었다.
- 1987년 4월 1일 - 민영화에 따라 동일본 여객철도의 소속이 되었다.
- 2001년 11월 18일 - 스이카의 사용이 개시되었다.

## 인접역
| 동일본 여객철도   | 동일본 여객철도 | 동일본 여객철도            |
| ----------------- | --------------- | -------------------------- |
| JL 19 아야세 방면 | 각역정차        | JL 21 가나마치 도리데 방면 |